# Никольское (Задонский район)
Нико́льское — село Верхнестуденецкого сельского поселения Задонского района Липецкой области.
По данным 1859 года — село владельческое Никола́евское (Студене́ц), при ручье Студенце, 68 дворов.
Сегодня Никольское — это фактически часть села Верхний Студенец; она расположено у северо-западной границы.

## Население
| 1859 | 2010 |
| ---- | ---- |
| 640  | ↘75  |

## Известные уроженцы
В 1854 году в Никольском родился основатель современной сварки Н. Г. Славянов.